# Allan Ramsay
Allan Ramsay (ur. 13 października 1713 w Edynburgu, zm. 10 sierpnia 1784 w Dover) – szkocki rysownik i malarz portrecista.

## Życiorys
Urodził się w rodzinie poety, pisarza i wydawca Allana Ramsaya (1686–1758), zdobył staranne i wszechstronne wykształcenie artystyczne studiując kolejno w Londynie, Rzymie i Neapolu. Jego nauczycielami byli m.in. Francesco Solimena i Francesco Fernandi. W 1739 osiadł na stałe w Londynie i zajmował się głównie malarstwem portretowym, w 1760 został malarzem nadwornym króla Jerzego III Hanowerskiego. Począwszy od lat 60. XVIII wieku Ramsay stopniowo rezygnował z malarstwa na rzecz literatury, pisał pamflety polityczne, zajmował się też archeologią klasyczną, w latach 1754-57 odbył długą podróż po Włoszech.
Allan Ramsay malował przede wszystkim portrety, które odznaczają się chłodną kolorystyką i analizą psychologiczną przedstawianych osób. Styl artysty zdradza znajomość malarstwa międzynarodowego, np. przedstawienia kobiet noszą wyraźne cechy sztuki francuskiej. Do malowania draperii Ramsay zatrudniał innych malarzy m.in. pochodzącego z Flandrii Josepha van Akena. Artysta był jednym z najlepszych rysowników swoich czasów, duży zbiór jego prac posiada National Galleries of Scotland.

## Wybrane prace

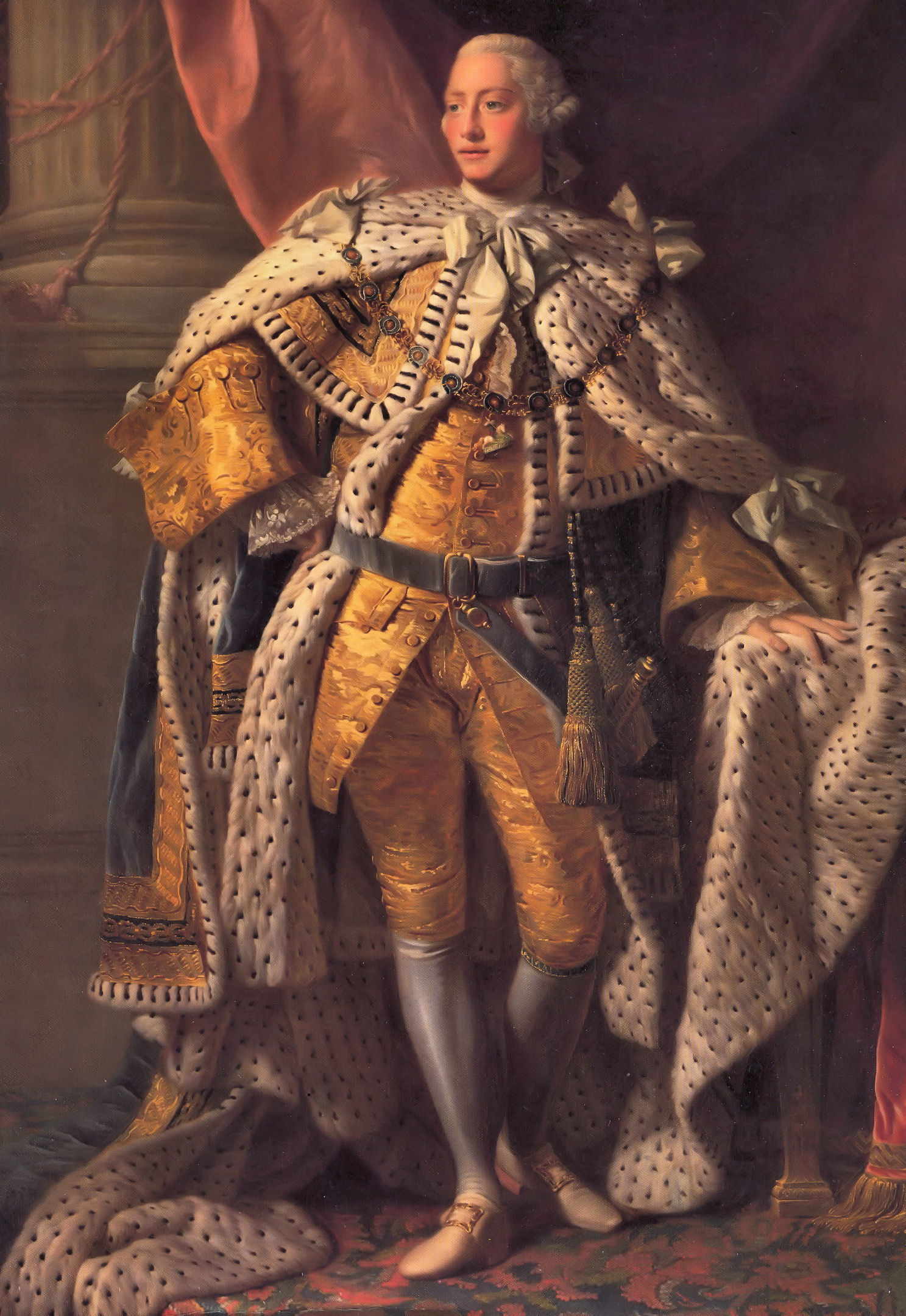
Jerzy III w stroju koronacyjnym, 1761-62,
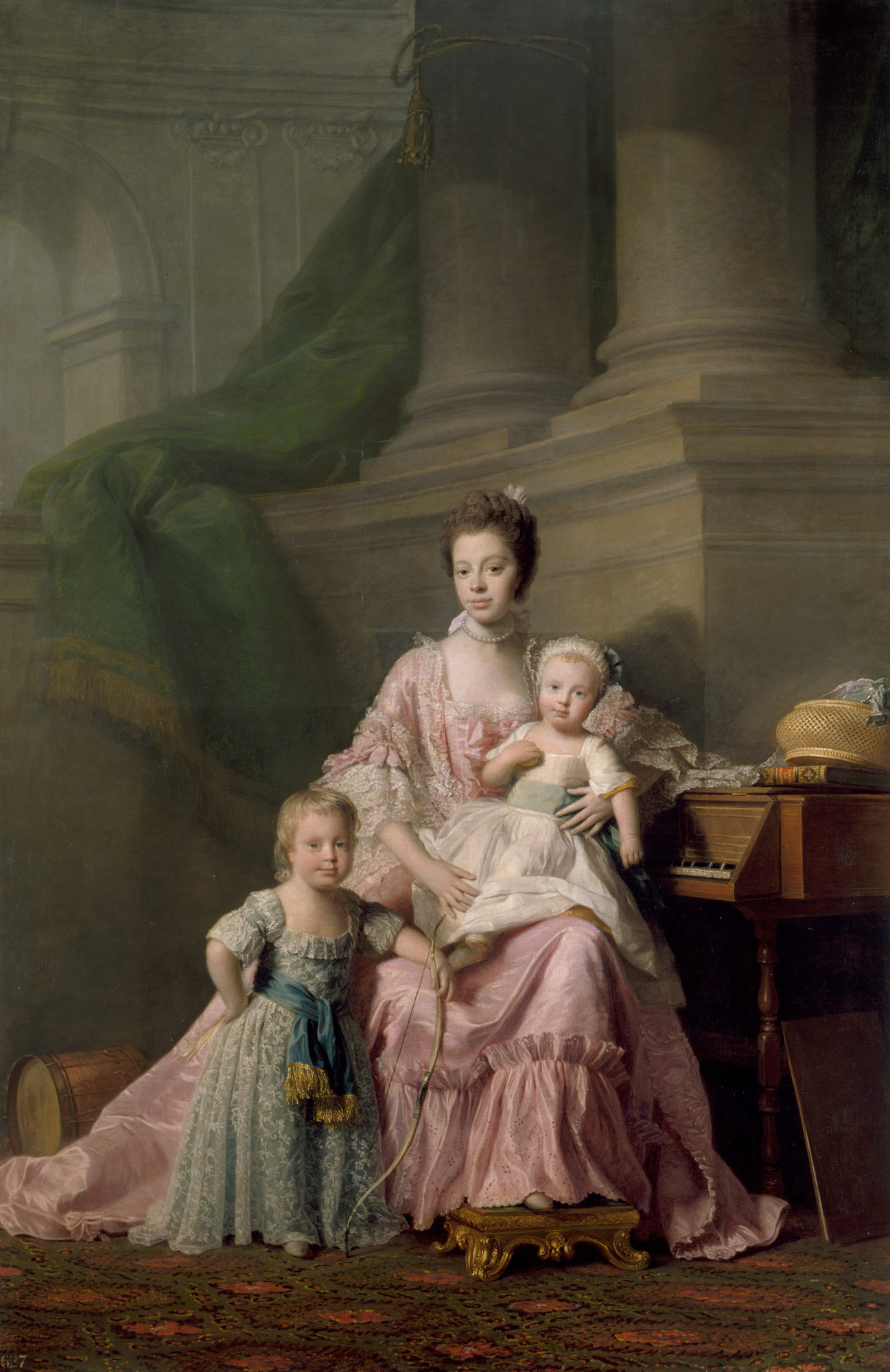
Portret Charlotty Mecklenburg-Strelitz z dziećmi, 1765,
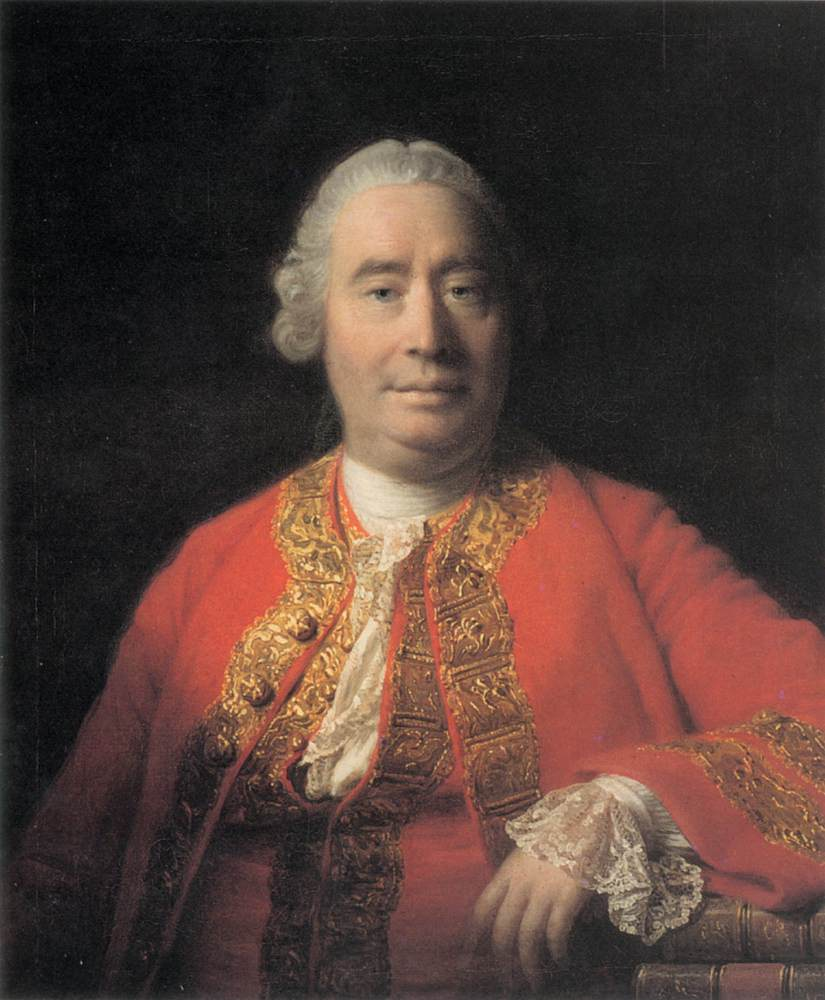
Portret Davida Hume, 1766,